# 利斯基 (奧列夫斯克區)
51°3′35″N 27°28′39″E / 51.05972°N 27.47750°E
利斯基（烏克蘭語：Ліски），是烏克蘭北部的村莊，隸屬日托米爾州的科羅斯滕區。該村始建於1790年，面積0.44平方公里，海拔高度185米，2001年人口105，人口密度每平方公里238.64人。